# ZIPコード

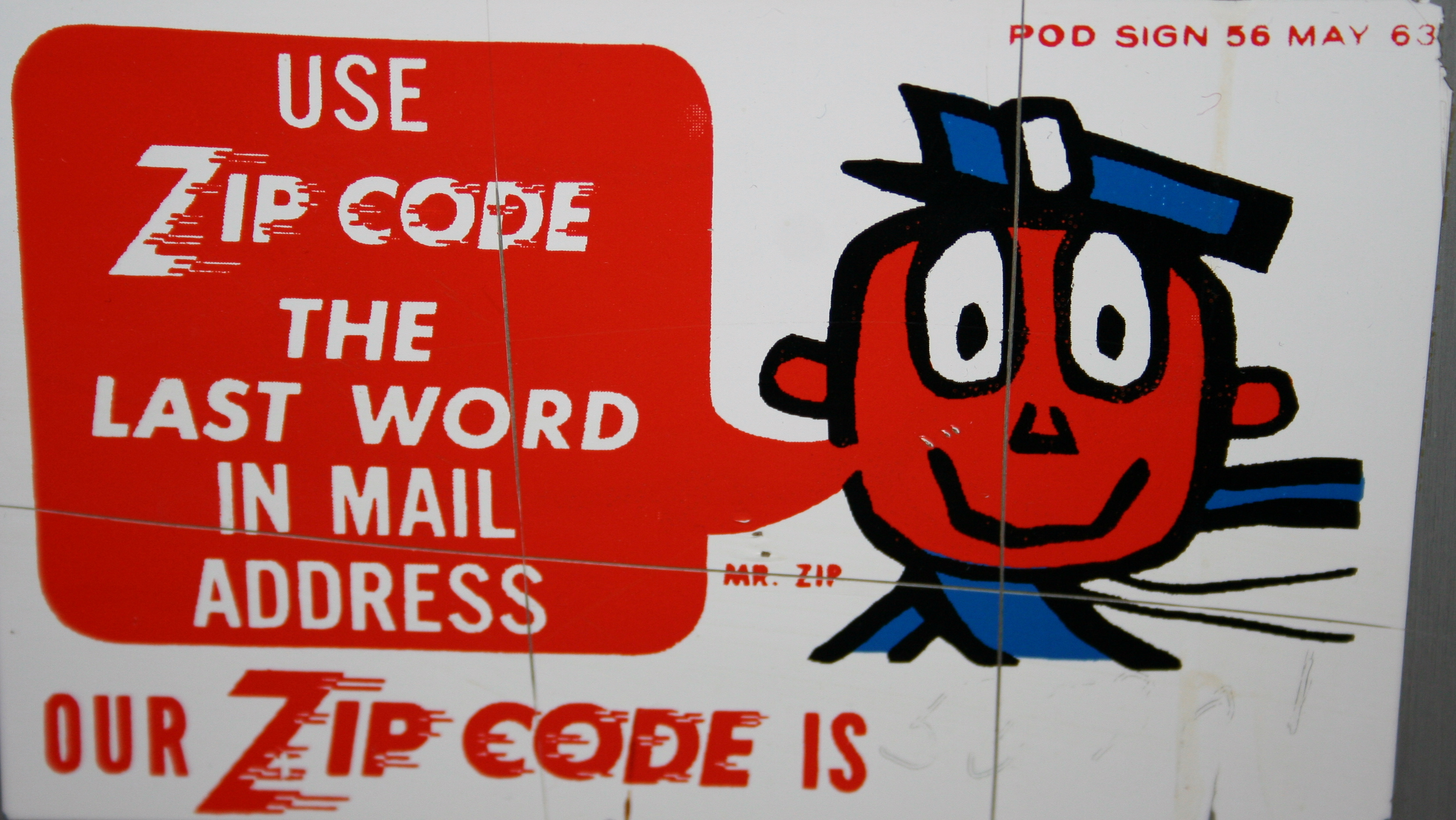
ZIPコード利用を推奨する1963年の郵便公社の掲示物

ZIPコードはアメリカ合衆国郵便公社（USPS）が使用する郵便番号制度である。ZIPという文字は Zone Improvement Plan の頭字語で、正式には大文字で書くが、同時に高速でものが移動する動作やその音を表現する英単語 zip とかけて、差出人が住所に郵便番号を用いることで郵便がより能率的に、従ってより速やかに届けられることを示すために選ばれた。基本的な形式は、5つの数字からなっている。拡張 ZIP+4コードは、5桁のZIPコードにハイフンと追加の4桁の数字が加わるもので、基本のZIPコードを単独で用いるよりも詳細な場所を指定することができる。「ZIPコード」という言葉は、当初、郵便公社によりサービスマーク（商標の一種）として登録されていたが、1997年4月7日をもって登録期限満了となった。

## 背景

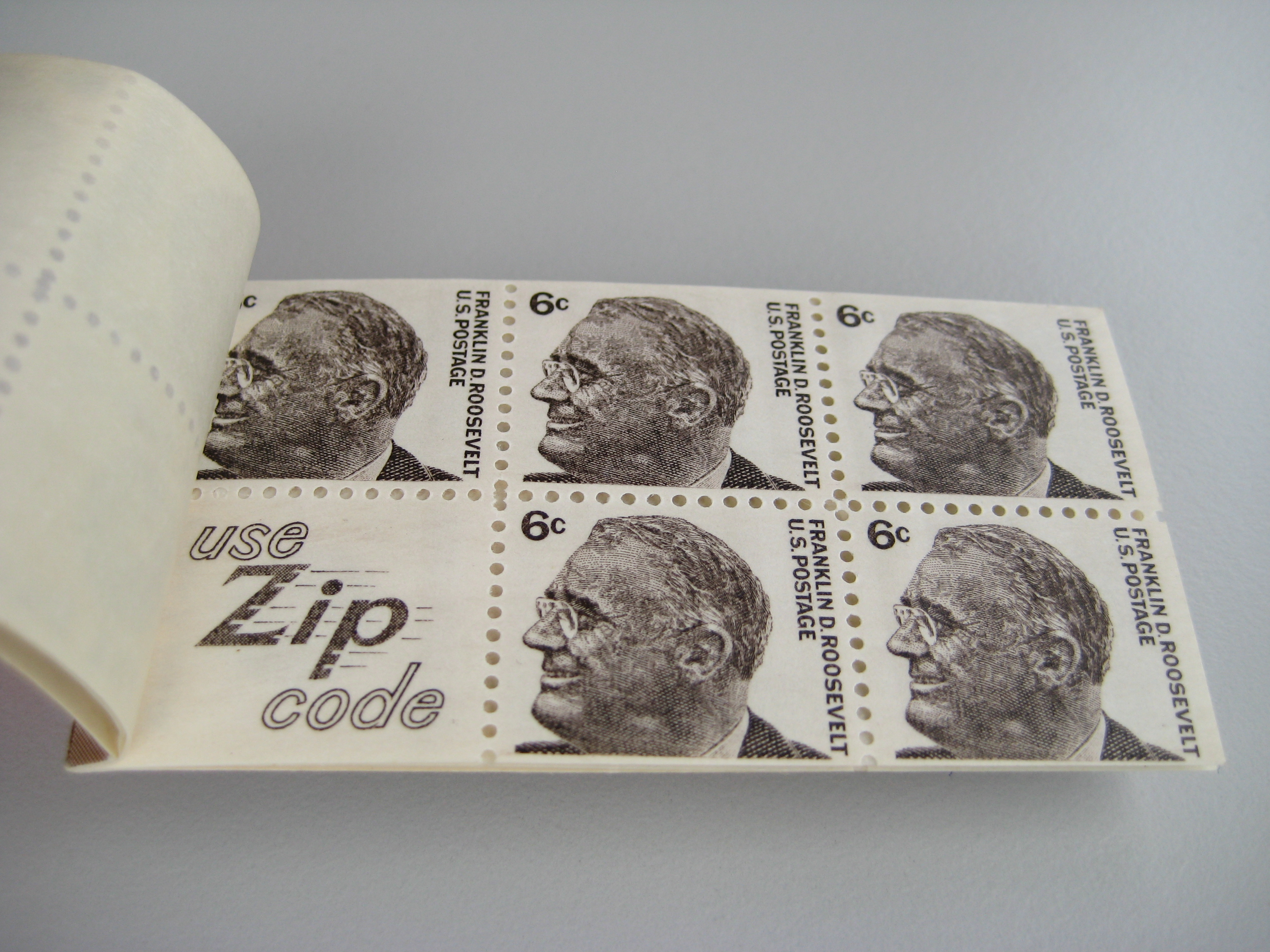
「Zipコードを使おう」シールは、ZIPコード利用を促進するのにも用いられた。

アメリカ合衆国郵政省（USPOD）は1943年に広域都市に郵便区画を実施した。例えばこうなる。
Mr. John Smith
3256 Epiphenomenal Avenue
Minneapolis 16, Minnesota
16はミネアポリス市における郵便区画の番号である。
1960年代初頭までに更に多くの一般的な体制が必要となり、1963年7月1日、強制力を伴わないZIPコードが全国に告知された。郵便局の従業員であったロバート・ムーンは、ZIPコードの父と見なされている。彼は郵便監察官であった1944年に提案を行った。ムーンは ZIP コードの先頭 3 桁のみデザインを任され、それは各々が郵便集中局（sectional center facility、SCF、sec center とも）に対応するよう作られた。つまり SCF はこうした3桁の数字で表現される中央郵便処理機関である。SCFはZIPコードの最初の数字3つのついた郵便局全てに郵便を分配している。郵便はZIPコードの最後の数字2つによって分配し、早朝に対応する郵便局に送られる。集中局では郵便は配達せず、一般には公開されず（庁舎には一般公開された郵便局が入っているが）、ほとんどの労働者は、夜間勤務で雇われている。郵便局で回収した郵便は、午後に地域のSCFに送られ、そこで郵便は夜間に分配される。広域都市の場合、最後の数字 2 つは、以前の郵便区域番号と符合していて、従ってこうなる。
Mr. John Smith
3256 Epiphenomenal Avenue
Minneapolis, Minnesota 55416
1967年、こうした数字は、第二種郵便と第三種郵便に義務付けられ、この制度はまもなく広く採用された。アメリカ合衆国郵政省はZIPコード利用を広めるのにMr. ZIPというキャラクターを利用した。一束の切手に「ZIPコードを使おう」というような標語と共に印刷されることも珍しくなかった。

### ZIP+4
1983年、アメリカ合衆国郵便公社は「プラスフォーコード」とか「アドオンコード」、「アドオン」と呼ぶことも珍しくない「ZIP+4」と呼ぶ拡張 ZIP コード制度を使用し始めた。郵便公社のサイトでは ZIPコード検索サービス が用意されており、光学文字認識（OCR）に最も適した住所形式がそれで分かるようになっている。
ZIP+4 コードは 5 桁の配達区域内の住所地域を区別するため、基本の 5 桁のコードに 4 桁の数字を加えたものである。具体的には、街区、アパート群、大量に郵便を受け取る施設、そのほか郵便物の集荷と配送を効率的に行えるよう何らかの標識が望ましいと見なされたものが該当する。新しい形式を広く用いようとする当初の試みは、広範な抵抗に遭い、現在 ZIP+4 コードは必須とはされていない。通常、区分機（光学文字認識機）によって、郵便物の宛名書きから正しい ZIP+4 コードがほぼ即座に判定され、場合によってはさらに詳細なデリバリーポイント（配送地点番号）と共に、11桁の POSTNET バーコードが郵便物の表面にスプレーされる。
私書箱には一般的な（しかし不変ではない）決まりとしてそれぞれの私書箱に独自のZIP+4コードが付いている。アドオンコードは次のものの一つであることが珍しくない。私書箱番号の最後の数字4つの場合（例：PO Box 58001, Washington DC 20037-8001）、ゼロに私書箱番号の最後の数字3つの場合（例：PO Box 12344, Chicago IL 60612-0344）、あるいは私書箱番号の数字が4つ未満の場合は数字が4つになるように十分な個数のゼロを付ける（例：PO Box 52, Garrett Park MD 20896-0052）。しかし定型の決まりがないので、ZIP+4コードは私書箱ごとに調べなければならない。
郵便局長宛ての郵便物（消印を押すものと通常される）にはアドオンコード9998を、郵便局留めには9999を、料金受取人払い (en:Freepost) には別の大きい数字を使用するのが一般的である。（下記で述べる）独自の ZIP コードの場合、アドオンコードは通常 0001 である。

### 郵便用バーコード

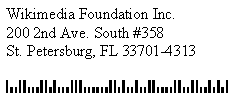
文字に9桁のZIPコード「33701-4313」の郵便用バーコードを付した住所の例

ZIPコードはしばしば POSTNET と呼ばれるバーコードに変換され、機械による自動仕分けがしやすいように郵便物に印刷される。一般的なバーコード書式は幅の広いバーと狭いバーの組み合わせからなるが、ポストネットは長いバーと短いバーの組み合わせが使われている。このバーコードは差出人が、WordPerfect やMicrosoft Word などこの機能に対応したワープロソフトを用いて印刷することができ、あるいは郵便物を郵便局で処理する際に付されることもある。郵便局では、必要に応じて人手によって住所を読まなければならないこともあるにせよ、基本的にOCR技術を用いて処理する。（機械ははがきの下端から0.5インチ上にコードを貼付することが多いため、署名が見えなくなることがある。はがき用のプリンターはバーコードが付される範囲への印刷を防ぐようにされ始めている。）
料金別納割引郵便 (en:bulk mail) を送る人が自分でバーコードを印刷しておくと郵便料金の割引を受けることができる。ただし、これは単なるバーコード表記で済む話ではない。送り先リストは最新のCASSに認定されたソフトウェア、すなわち完全な正しいZIP+4コードと正確な送り先を表す2桁の追加分を付加するもの、によって標準化されていることが求められる。さらに、郵便物は一定の形式に従っていなければならず、これを照合する証文も添付されていなければならない。このようなステップは通常、PAVEに認定されたソフトウェアによって処理される。ソフトウェアはバーコード入りの住所ラベルと、袋やトレイに付けるバーコード入りタグの印刷も行う。
これは、国内どこであれ着信可能な全ての場所は、（理論上）12桁の固有番号を持つことを意味する。デリバリーポイントの桁（10、11 桁目）は住所の 1 番目、2 番目の数字から計算される。合衆国郵便公社は CASS Technical Guide という文書でデリバリーポイントの計算ルールを公開している。最後の桁は常にチェックディジットである。これは桁数が 5 桁、9 桁、11 桁いずれであれ、全ての桁を合計し、それを 10 で割った剰余を 10 から引いた数である。（従って、10001-0001 00 のチェックディジットは 7 である。全ての桁の合計が 3 であり、10 で割った剰余の 3 を 10 から引くと 7 になるからだ。）ソフトウェアは /100010001007/ といったデータを 12 ポイントの Postnet フォントで印刷するだけよく、それで有効なバーコードが出来上がる。スラッシュ "/" は開始/終了文字（それぞれ 1 本の長線）へ変換され、各桁はそれぞれ 2 本の長線と 3 本の短線の組み合わせへ変換される。
料金受取人払の郵便物の場合、主に FIM コードが表裏判定に使われる。なぜなら、一般に切手や郵便料金別納証は（表裏の自動判定用によく使われる）蛍光インクを含んでいないからだ。さらに、FIM コードが A もしくは C の場合、それは POSTNET バーコードがあることを意味するので、郵便物は区分機 (Multiline Optical Character Reader) を飛び越えてバーコード読取機へ直行できる。このため、切手・郵便料金別納証つきの差出人払・料金先払の郵便物であっても、それらは POSTNET バーコードがあることを示すため、通常 FIM コード（具体的には FIM A）が付けられている。FIM D バーコードはオンラインで支払が行われたことを示すために使われる。

## 構成と割り当て

### 地理的対応
ZIP コードの 1 桁目は合衆国の州のグループを表し、2・3 桁目はそのグループ内での区域（もしくは大都市）を表し、4・5 桁目はその区域内での配達先住所のグループを表す。区域内の主要都市と言えるものがある場合、その区域の先頭番号が割り当てられることが多い。以降の番号は、アルファベット順に応じて割り当てられることが多い。ZIP コードは効率的な配達を目的とするものなので、州をまたぐような例外的ケースが存在する。例えば複数の州にわたる軍の施設や、隣の州からのほうが却って配達し易いような地域がそうである。
一般的に、先頭の 3 桁はその区域の郵便集中局を表している。3 桁の数字を複数持つ郵便集中局もある。例えばメリーフィールドにあるノース・バージニア郵便集中局は 220、221、222、223 という数字を持っている。郵便集中局によっては隣の州の一部を受け持つものもあり、たいがいそれは郵便集中局を置くのに適した場所がその地域に無いことによる。例えばオクラホマ州にある 739 という番号はカンザス州リベラルに割り当てられている。ほか、アリゾナ州の 865 はニューメキシコ州ギャラップに、カリフォルニア州の 961 はネバダ州リノに割り当てられている。
地理的に見ると、ZIP コード順の先頭近く、"0" で始まる番号の多くはニューイングランド区域にある。0 で始まる区域は他にニュージャージー（この後の 0 地域とは接していない）、プエルトリコ、アメリカ領ヴァージン諸島、ヨーロッパ勤務職員用の軍事郵便アドレス、アフリカ、南西アジア（陸地に接した海上施設も含む）がある。なお、軍事郵便アドレスは合衆国の外交関連施設・領事館でも使われる。最も小さい ZIP 番号はニューヨーク州ホルツビルにある 00501 で、そこにある内国歳入庁の専用番号である。それ以外の小さい番号としては、プエルトリコの Adjuntas (en) が持つ 00601、マサチューセッツ州アガワムの 01001、同じくアマーストの 01002 がある。2001年までは 00501 より下、00201-00215 の範囲に 6 桁の ZIP コードがあった。これはニューハンプシャー州ポーツマスにあたり、移民多様化ビザ抽選プログラム (en:Diversity Immigrant Visa program) で国外からの応募を受け付けるために使われていた。
番号は東海岸を南へ下るほど大きくなっていく。すなわち、02115（ボストン）、20008（ワシントンD.C.）、30303（アトランタ）、33130（マイアミ）という具合である。（これは単なる例である。なぜならそれらの都市は別の ZIP コードも持つからである。）以降の番号は、ミシシッピ川の東側を西上・北上し、川の西岸を南下し、太平洋岸を北上するにつれ大きくなっていく。例えば 40202（ルイビル）、50309（デモイン）、60601（シカゴ）、77063（ヒューストン）、80202（デンバー）、94111（サンフランシスコ）、98101（シアトル）、そして最大の番号 99950（ケチカン）という具合である。
ZIP コードの 1 桁目は次のように割り当てられている。
- 0 = Connecticut (CT), Massachusetts (MA), Maine (ME), New Hampshire (NH), New Jersey (NJ), Puerto Rico (PR), Rhode Island (RI), Vermont (VT), Virgin Islands (VI), Army Post Office Europe (AE), Fleet Post Office Europe (AE)
- 1 = Delaware (DE), New York (NY), Pennsylvania (PA)
- 2 = District of Columbia (DC), Maryland (MD), North Carolina (NC), South Carolina (SC), Virginia (VA), West Virginia (WV)
- 3 = Alabama (AL), Florida (FL), Georgia (GA), Mississippi (MS), Tennessee (TN), Army Post Office Americas (AA), Fleet Post Office Americas (AA)
- 4 = Indiana (IN), Kentucky (KY), Michigan (MI), Ohio (OH)
- 5 = Iowa (IA), Minnesota (MN), Montana (MT), North Dakota (ND), South Dakota (SD), Wisconsin (WI)
- 6 = Illinois (IL), Kansas (KS), Missouri (MO), Nebraska (NE)
- 7 = Arkansas (AR), Louisiana (LA), Oklahoma (OK), Texas (TX)
- 8 = Arizona (AZ), Colorado (CO), Idaho (ID), New Mexico (NM), Nevada (NV), Utah (UT), Wyoming (WY)
- 9 = Alaska (AK), American Samoa (AS), California (CA), Guam (GU), Hawaii (HI), Marshall Islands (MH), Federated States of Micronesia (FM), Northern Mariana Islands (MP), Oregon (OR), Palau (PW), Washington (WA), Army Post Office Pacific (AP), Fleet Post Office Pacific (AP)

次の 2、3 桁目は郵便集中局を表し（例えば 479xx ならばインディアナ州ティピカヌー郡）、4、5 桁目は（都市部ならば）街区、（都市部以外ならば）村/町を表す（例えば 47906 ならば、4=インディアナ州、79=ティピカヌー郡、06=パデュー大学地域）。
ほとんどの ZIP コードは地理的根拠に基づき割り振られているが、その番号自体が地理的領域を表現しているとは言えない。番号は一般に、住所グループや配送ルートを意味する。結果的に、ZIP コードの「領域」はオーバーラップしたり、別の領域の下に付け加えられたり、地理的条件抜きで人為的に割り当てられることもある。（例えば 095 という海軍用の番号に地理的条件は付けられていない。）同様に、決まった配達ルートが無いような田舎、郵便物の配達自体無いような未開地では、ZIP コードが割り当てられなかったり、割り当てられてもまばらかつ遠距離の配達ルートに割り当てられる。この場合、ZIP コード間の境界は曖昧なままと言える。
例えば、ワシントンD.C.及びその周辺の政府関連施設は、それが D.C. 外にあっても、 20200-20599 という D.C. の ZIP コードが割り当てられている。また、ホワイトハウスは 20006 の区域にあるが、20500 が割り当てられている。メリーランド州ロックビルにあるアメリカ合衆国原子力規制委員会は 20852 の区域にあるが、"Washington, DC 20555" が割り当てられている。米国特許商標庁はかつて 22202 の区域であるバージニア州クリスタルシティにありながら "Washington, DC 20231" を割り当てられていたが、バージニア州アレクサンドリアに移転した後は、22313-1450 という ZIP+4 コードを使っている。
似た例として、連邦認可独立機関であるメトロポリタン・ワシントン空港局は、その住所の "1 Aviation Circle" がバージニア州アーリントン郡にありながら、ZIP コードは 20001-6000 である。
稀に、州の他の地域とは異なった ZIP コードを割り当てられる地域がある。言い換えれば、州境をまたがる ZIP コードがある。一般的にそういった地域は、あまりに辺鄙なため他の州の郵便集中局の方がアクセスし易いのである。以下の例がある。
- ニューヨーク州フィッシャーズ・アイランド（英語版）は 06390 を持つが、コネチカット州が受け持っている。その他のニューヨーク州全体は（内国歳入庁用としてホルツビル（英語版）にあるものを除けば）"1" から始まる。
- テキサス州のいくつかの ZIP コードはニューメキシコ州が受け持っている。（テキサス州エルパソが有名である。）これらには "799" でなく（870-884 NM の隣接番号として）"885" から始まる番号が割り当てられている。
- ワシントンD.C.発の返送された政府関連郵便物は "569" から始まる ZIP コードへ送られる。これにより別施設でそれらのセキュリティチェックが行われる。（これはアメリカ炭疽菌事件以降実施されている。）
- ブル・ショールズ湖（英語版）北にあるいくつかのアーカンソー州の道路は（65733 の受け持ち地域である）ミズーリ州プロテム（英語版）が最もアクセスし易い。
- フォート・キャンベル（ZIP コード 42223）は本来ケンタッキー州だが、テネシー州のいくつかの道路も受け持つ。
- シンシナティ・ノーザンケンタッキー国際空港はケンタッキー州ヘブロン（英語版）のオハイオ川に位置するが、45275 を使っている。

#### おおよそ特定の都市用に割り当てられた ZIP コード
1つの宛先住所に ZIP コードと都市名が書かれているからといって、その住所がその都市内にあるとは限らない。郵便公社は各 ZIP コードに標準地名 (default place name) を「1つだけ」割り当てる。これはその区域に実際ある行政区分としての町や市だったり、大都市や行政区分でない国勢調査指定地域の一部分だったりする。それらのいずれであれ、ZIP コードには「有効」と見なしうる追加の地名が割り当てられることがある。他の地名は「無効」と見なされ、それらを使った場合は配送が遅れることもある。
標準地名は一般に、そこの区域内にある実際の市や町である。しかし ZIP コードが導入されてから行政区分となった都市の多くは、実際の都市名は単に有効地名として扱われるだけであり、その ZIP コードの標準地名ではない。多くのデータベースは ZIP コードに標準地名を自動的に割りつけ、有効地名は（ひとまず）無視される。例えばコロラド州センテニアルの ZIP コードは、オーロラ、エングルウッド、リトルトンが標準地名となる 7 種類の ZIP コードの集まりである。従って合衆国郵便公社から見ると、センテニアルなる都市は存在しない - それはオーロラ、エングルウッド、リトルトンそれぞれの一部なのである。ZIP コード体系において、センテニアルの住所はその 3 都市の下に位置づけられる。従って、それら 7 種いずれかの ZIP コードと共にセンテニアルを指定することは「有効」であるので、共有された ZIP コードのうちのどれかを使う限り、オーロラ、エングルウッド、リトルトンに実際にある住所に「センテニアル」と書くことは可能である。
センテニアルの例のように ZIP コードの境界が複数の都市にわたる場合、通常 ZIP コードに有効地名が付け加えられる。しかし多くの場合、その ZIP コード内の住所の多くが別の都市にあったとしても、標準地名だけが使われる。例えばアリゾナ州スコッツデールに割り当てられた ZIP コード 85254 が受け持つ地域の約 85% は、実際のところ隣のフェニックス市内にある。これは、その地域を受け持つ郵便局がスコッツデールにあるからである。このことは、その ZIP コード地域の住人にとって、たとえ実際はフェニックスに住んでいたとしても、あたかもスコッツデールに住んでいるかのような感覚を与えることもある。スコッツデールの Web サイトは同市の長所と短所を挙げているが、85254 という ZIP コードは長所とされている。なぜなら「スコッツデール」という名前が市外にある事業でも使われることになるからだ。
この結果、実際に住んでいる都市とは別の名前を住所として使わなければならない人達がいる。例えば、ハリス郡とフォートベンド郡の一部でありヒューストン郊外にあたるテキサス州ミズーリシティがそうである。そのハリス郡にあたる地域は ZIP コード 77071 の地域であり、そこではミズーリシティでなくヒューストンを都市名にしなければならない。ヒューストン市域のごく一部は ZIP コード 77489 のフォートベンド郡にあり、そこの住人はたとえヒューストン市内といえどもミズーリシティを都市名に使わなければならない。あるヒューストンの元市長と市会議員は、住所がミズーリシティだという理由から、フォートベンド郡居住者でありヒューストン市民ではないと告発された。
この現象は合衆国のあちこちで見られる。前述のエングルウッドは1960年代までに形成された郊外地域である。その郵便局は、現在急速に発展したデンバー・メトロポリタン地域 (en) 南部を受け持っていたため、その地域の ZIP コードには標準地名としてエングルウッドが割り当てられている。デンバーの商業地域に劣らない大きな経済活動がここで行われるようになり、そのオフィス地域には、世界的に知られた多くの会社の本社が置かれるようになった。それらの会社は住所として「エングルウッド」を使っているが、それは ZIP コードの標準地名として使っているのであり、実際は別の都市に会社は存在する。その結果、まさに 2 種類のエングルウッドが存在することになる。すなわち、多数の労働者階級が居住する小さな地域としての実際の市、そして何マイルも離れ、高所得者層の住まいとオフィス街がある広い郊外地域としての「エングルウッド」である。後者はエングルウッドの市とは無関係なのだが、単に ZIP コードが同じという理由でその名を分け合っている。エングルウッドに居住/勤務し、そこへの強い帰属意識を口にする人であっても、文字通りの市には行ったことが無いかもしれない。インディアナ州では、町とそれに割り当てられた ZIP コードは通常一致する。なぜなら、ほぼ全てのインディアナ州の小さな町の郵便局はその地域で配達ルートを受け持っているからだ。
有効地名は、多くの市民が、実際に住んでいる自治体よりは特に都市部へ強く帰属意識を持っている郡でも意味を持つ。例えばペンシルベニア州アレゲニー郡には 130 の自治体があるが、郡の住人の多く、さらに隣の郡の住人の一部は、その住所としてピッツバーグを使っている。同様に、カリフォルニア州ハリウッドは、実際はロサンゼルス地区の一部であり、自治体でも国勢調査指定地域でもないのだが、ZIP コード 90028 の有効地名となっている。（標準地名はロサンゼルスである。）
多くの ZIP コードは村、国勢調査指定地域、都市の一部、その他の自治体以外のものに付けられている。例えば ZIP コード 03750 はニューハンプシャー州エトナのものだが、エトナは都市でも町でもない。実際は ZIP コード 03755 を割り当てられた町であるハノーバーの一区域である。別の例として、ZIP コード 08043 はニュージャージー州カークウッドの国勢調査指定地域にあたるが、実際はボールヒーズ全体に相当する。これはニューヨーク州ラグレーンジにもあてはまることで、その地域の一部は隣のポキプシーが元となっている ZIP コード 12603 が割り当てられている。ラグレーンジの他の地域はラグレーンジビル (LaGrangeville) の郵便局が受け持っている。ラグレーンジビル自体は町ではないのだが、ラグレーンジの一区域とされている。ZIP コード 19090 が割り当てられているペンシルベニア州ウィロー・グローブはアッパー・モアランドとアビントンの境にまたがる村であり、その郵便局はアッパー・ダブリンのごく一部をも受け持っている。インディアナ州アームストロングは自治体としての町ではないのだが、バンダーバーグ郡の他の地区の ZIP コードが 477 で始まるのとは異なり、ZIP コード 47617 を使い、住所も "Armstrong, Indiana" となっている。さらに、自治体でない地名が、自治体である地名と ZIP コードを共有することもある。例えばニュージャージー州ウェスト・ウィンザーは殆んどの郵便データベースで Princeton Junction (en) として通常表示されるが、Princeton Junction は町などでは全くない。実際はウェスト・ウィンザーにある国勢調査指定地域なのである。
ZIP コード用に指定された地名はそこでの「事実上の」(de facto) 地名になるため、そこ以外の都市や町が本当の住所だということを住人や事業者に納得させることは難しい。このことがもたらす同一性の欠如や混乱を避けるため、カリフォルニア州シグナル・ヒルなど幾つかの都市では、ZIP コードの標準地名になれるよう、郵便公社に請願して ZIP コードの境界を変更したり、ZIP コードを新規に設定したりしている。
この混乱は地方自治体にとって財政的な影響をもたらすこともある。なぜなら郵便物の流通量は、国勢調査局が10年おきの統計調査で人口動態を推定するために使う指標の1つだからだ。ZIP コードの標準地名ではないが有効地名になっている地域の地方公務員のなかには、自分たちの地名を使うよう住人に勧める者もいる。なぜなら統計で人口を低く見積もられたら、人口に応じて交付される州および連邦の基金が減らされてしまうからである。最も典型的な例は、標準地名がセーラムになるウィスコンシン州パドック・レイクである。パドック・レイクはセーラム内の自治体となる村だが、セーラムの非自治体地域以上の人口を抱えている。また、同じくセーラムの一部であるシルバー・レイクも規模や立場がパドック・レイクと同様であり、また自身の ZIP コードと郵便局を持っているため、さらにややこしいことになっている。
別の例として、ラジオ放送局（現在の WNNX 放送局 (en)）が放送地域免許 (city of license) をサンディスプリングス (ジョージア州)へ変更することを、連邦通信委員会 (FCC) が認めなかったというものがある。これはサンディ・スプリングズが州で 7 番目の人口を抱えるとはいえ「city ではない」というのが主な理由だった。（サンディ・スプリングズは2005年に自治体登録された。）連邦通信委員会は、当地の地元企業が宛名に「アトランタ」を使っている点を指摘したが、サンディ・スプリングズが自治体となった後もまだ、郵便公社は ZIP コード 30328 の地名にアトランタを使うよう促している。現在でもアトランタは無論、サンディ・スプリングズ市外のどこも 30328 を使っていないにもかかわらず、「サンディ・スプリングズ」は有効地名に過ぎない。この ZIP コードは、まさにサンディ・スプリングズの中央郵便局の私書箱にのみ使われているのである。
ZIP コードに関連付けられた地名は、郡の境界を考慮していないため、住所名が郡内の道路を基準に付けられている場合、問題が起こる。例えば 30339 を持つバイニングスはジョージア州コブ郡の南東にあるため、全ての住所にそれを示す "SE" が付けられ、（郡庁所在地の広場からの距離に従い）郡内の座標に応じて番地が付けられている。しかし郵便公社は地名にアトランタを使うよう定めているため、バイニングスは実際にはアトランタ都市圏の北西にあるにもかかわらず、その住所はあたかも反対の南東にあるかのように見える。

#### ZIP コードの分割と再配置
電話番号の割り当て同様、ZIP コードは分割されたり変更される場合があり、それは特に地域が田園地帯から住宅地へと発展した際に見られる。通常、新しい番号は公示と同時に有効となり、（例えば1年間の）猶予期間が設定され、その間は新旧の番号が併用される。これにより、該当地域に住所を持つ者は、関係者への周知や、新しい事務用品の注文などを行える。
さらに極端な場合、急速に発展している地域では新しい郵便集中局が必要になることもあり、その場合はそれ用に先頭 3 桁の ZIP コードを一個または複数用意しなければならない。この割り当てには様々なやり方がある。例えばバージニア州ダレス国際空港に郵便集中局が新設された際は、その先頭 3 桁として 201 が割り当てられた。それゆえ、その郵便集中局が受け持つことになった全ての郵便局は 220 または 221 で始まる以前の番号から 201 で始まる新しい番号へ ZIP コードが変更された。一方、メリーランド州モンゴメリー郡を受け持つ郵便集中局が新設された際は、新しい 3 桁の割り当ては無かった。代わりに、それまでアルファベット順に割り当てられていた 207 と 208 の ZIP コードが再整理され、郡内の 207xx の ZIP コードが 208xx に変更され、郡外の 208xx の ZIP コードが 207xx に変更された。（ウィートンを含む）シルバースプリング (メリーランド州)は自身で 209 という番号を持っていたため、上記の再整理をシルバー・スプリングにも適用する必要は無かった。代わりに、ZIP コード 209xx 宛ての全ての郵便物は、単に新しい郵便集中局へ送られるようになっただけである。
郵便の受け持ち境界線の引き直しに伴って ZIP コードが変更されることもある。例えば、モンゴメリー郡で上記の変更がなされたのと同時に、ワシントン D.C. 市長（当時）のマリオン・バリーの要請もあり、合衆国郵便公社は D.C. とメリーランド州間の受け持ち境界線を、実際の州境に合うよう引き直した。それ以前は、ベセスダやタコマ・パークなど中心寄りの多くの地域の郵便はワシントン D.C. 側が受け持っていた。この変更に伴い、メリーランド州で先頭が 200 から始まる ZIP コードは、その位置に応じて、207、208、209 いずれかで始まる新しいものに変更され、D.C. とメリーランド州の境をまたいでいた ZIP コードは分離されることになった。例えばベセスダの 20014 は 20814 になり、メリーランド州の一部であるタコマ・パークの 20012 は 20912 になった。

### 種別とその利用
ZIP コードには次の 4 種別がある。すなわち、専用（Unique、一箇所で大量に郵便を扱う住所へ割り当てられる）、私書箱用（P.O.-box-only、各局の私書箱でのみ使われる）、軍用（Military、軍宛の郵便物で使われる）、標準（Standard、その他の全て）、である。専用 ZIP コードの例としては、特定の政府機関、大学、非常に多くの郵便物を受け取る事業者や施設が挙げられる。例えばコロラド州プエブロにある総合サービス局連邦市民情報センターは 81009 を、アトランタのベルサウス社は 30385 を、アナポリス海軍兵学校の士官候補生寮であるバンクロフトホールは 21412 を持っている。
私書箱専用の例としては、バージニア州アレクサンドリアの中央郵便局にある特許商標庁用私書箱の 22313 がある。その郵便局周辺の地域では個人用・事業者用とも ZIP コード 22314 が使われており、それが標準 ZIP コードにあたる。
上の区別は、ニュージャージー州プリンストンの ZIP コード割り当てでは次のようになる。
- 08540 - 標準（プリンストンの受け持ち地域の大半）
- 08541 - 専用（教育試験サービス, ETS）
- 08542 - 標準 (プリンストンの中心地区、およびいくつかの私書箱)
- 08543 - 私書箱用（中央郵便局の私書箱）
- 08544 - 専用（プリンストン大学）

## 郵便物以外での利用

### 配達サービス
FedEx、UPS、DHL など、郵便公社以外の配達サービスも、内部での集配を最適化するために ZIP コードを必要としている。これによって利用者は、目的地の空港の空港コードや終端駅など、集配経由地を指定せずに済む。

### 統計調査
ZIP コードは郵便物の配送に使われるだけでなく、合衆国の地理的統計情報の集計でも使われる。国勢調査局は一部の ZIP コードの中心点の緯度と経度を含んだデータ (ZIP Code Tabulation Area, ZCTAs) を管理している。国勢調査局は全ての ZIP コードについて最新の状態に対応しているわけではない。全データセットは有料で入手できる。

### マーケティング
ZIP コードは「ZIP コードマーケティング」と呼ばれる、ダイレクトメールを使ったキャンペーン活動でしばしば使われる。POS システムの販売員は、顧客に ZIP コードを尋ねることがある。購買パターン情報は新規事業の土地選定において有用なものであるが、加えて、小売業者はこの ZIP コードとクレジットカードの氏名を関連付け、ディレクトリ情報から顧客の住所と電話番号を知ることができる。ZIP コードを使ったデータは、リスク管理の地理的条件を分析するためにも使われる。すなわち保険会社と銀行が行う、いわゆるレッドライニングのことである。これは、実際は比較的治安の良い町に住んでいながら、治安の悪い地域が近くにあり、そこと同じ ZIP コードを使っている人々にとって（例えば保険料が高くなるなど）問題となる。

### 選挙区
ZIP コードは選挙区の識別にも使われる。例えば合衆国下院の ウェブサイト には代議士検索機能があり、ページの左上隅に ZIP コードの入力欄がある。

### インターネット
ZIP コードは多くのウェブサイト、特にブリック・アンド・クリックのサイトで見られる卸/店舗検索ソフトウェアには不可欠である。そうしたソフトウェアは利用者が入力した ZIP コードを元にして、通常はその ZIP コードの中心地点から近い順に、店舗や事業所の住所一覧を表示する。ZIP コードは合衆国の郵便網に限定されているため、ZIP コードが必須のウェブサイトは国外の顧客を登録できない。

### 本人確認
セルフ方式のガソリンスタンドやインターネットショッピング、鉄道駅の券売機において、クレジットカード決済をする際、ZIPコードの入力を求められることがある。これは、カード番号とZIPコードをクレジットカード会社の登録データと照合し、本人による利用か確認するためである。そのため、ZIPコードによる本人確認が不可能な、アメリカ以外で発行されたクレジットカードが使用できない場合がある。国外発行のクレジットカードをガソリンスタンドで使用する場合は事前に使用するポンプを係員に申し出て、あらかじめ指定した量を購入することにより使用することが出来る。